# Idaard
Idaard (officieel, Fries: Idaerd) is een dorp in de gemeente Leeuwarden, in de Nederlandse provincie Friesland. Idaard ligt tussen Wirdum en Grouw direct ten oosten van de A32. Samen met Friens, Aegum en Roordahuizum vormen ze een gemeenschap. In 2023 telde het dorp 80 inwoners.

## Geschiedenis
Het dorp is ontstaan op een terp, die mogelijk al op een bestaande natuurlijke verhoging was gelegen. De terp is later deels afgegraven.
In  944 werd de plaats vermeld als Edenwerfa, maar helemaal zeker is dat niet. In 1314 werd het dorp in ieder geval vermeld als Etwerth, in 1392 als Eedawere, in 1421 als Etwert, in 1436 als Ydardelra dele, in 1505 als Hydaert en in 1579 als Ydart.
De plaatsnaam verwijst mogelijk naar een aangelegde hoogde van de persoon Ada (of Ede of Ide).
In de Middeleeuwen was Idaard de hoofdplaats van de grietenij Edawerderadeel. Tot de gemeentelijke herindeling in 1984 maakte Idaard deel uit van de toenmalige gemeente Idaarderadeel. Op 1 januari 2014 werd deze gemeente opgeheven, waarop Idaard deel werd van de nieuw gevormde gemeente Boornsterhem (Boarnsterhim). Nadat op 1 januari 2014 ook deze gemeente werd opgeheven, werd Idaard deel van de gemeente gemeente Leeuwarden.
Sinds 1989 is de officiële naam het Friestalige Idaerd. In de gemeente Leeuwarden zijn de Nederlandse plaatsnamen de officiële, behalve voor de plaatsen die werden overgenomen van de opgeheven gemeente Boornsterhem, waarbij de officiële status van de Friestalige namen werd gehandhaafd.

## Kerk
De toren van de Gertrudiskerk dateert uit de 15e eeuw maar de rest van de kerk is gebouwd in de 18e eeuw.

## Cultuur
Het dorp heeft een eigen dorpshuis, It Lokaal. Sinds 1866 heeft het dorp al een eigen toneel vereniging, De Vriendenkring geheten. De organisatie Swen.Swette organiseert culturele evenementen organiseert in vier dorpen.

## Onderwijs
Het dorp een kleine school gehad maar die is al vroeg weer gesloten. De meeste kinderen van het dorp gaan naar de gezamenlijke Trije Doarpenskoalle in Roordahuizum.

## Jabikspaad
De oostelijke route van het Jabikspaad, de Friese Camino de Santiago, gaat door Idaard. Het Jabikspaad is 130 kilometer lang en loopt van Sint Jacobiparochie naar Hasselt.

## Bevolkingsontwikkeling
| 1999 | 2002 | 2004 | 2005 | 2007 | 2008 | 2009 | 2012 | 2018 | 2019 | 2021 | 2023 |
| ---- | ---- | ---- | ---- | ---- | ---- | ---- | ---- | ---- | ---- | ---- | ---- |
| 105  | 103  | 98   | 99   | 98   | 101  | 95   | 94   | 80   | 80   | 80   | 80   |